# Aralia finlaysoniana
Aralia finlaysoniana là một loài thực vật có hoa trong Họ Cuồng. Loài này được (Wall. ex G.Don) Seem. mô tả khoa học đầu tiên năm 1868.